# Inga Almlöf-Holmström

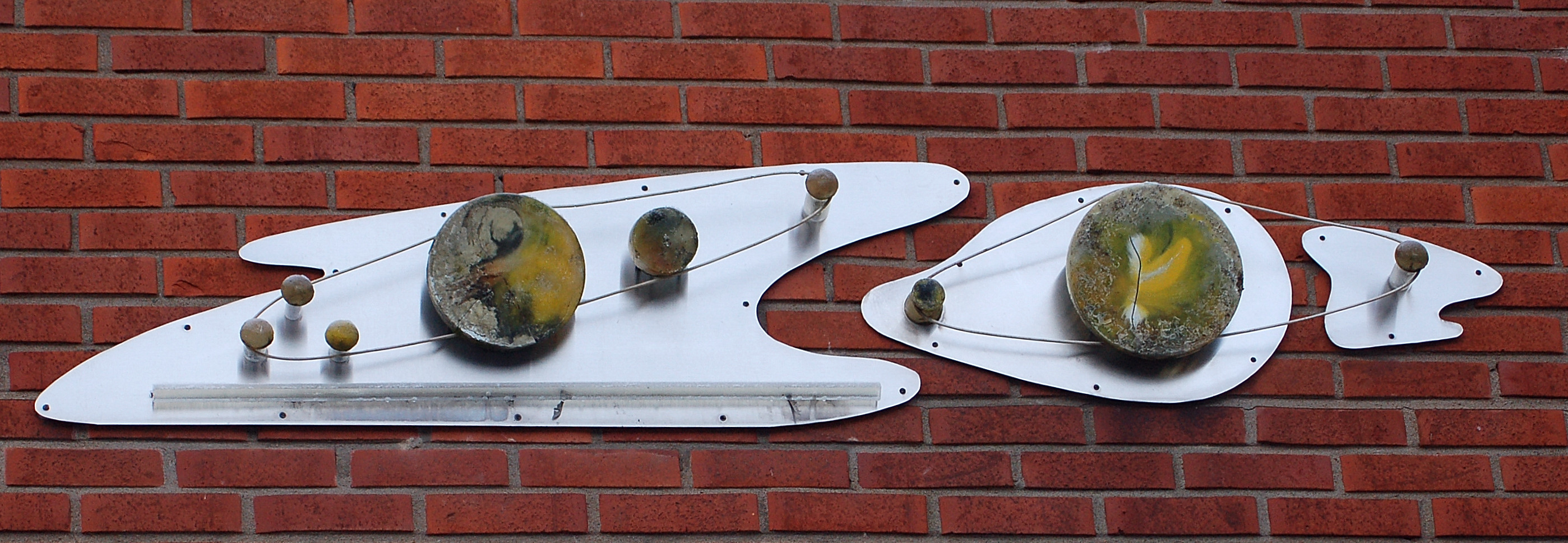
Fasadutsmyckning på Hemvägen i Karlstad av Inga Almlöf-Holmström

Inga Vera Sofia Almlöf-Holmström (Ingrid i folkbokföringen), född 23 juni 1925 i Trollhättan, död 2 augusti 2000 i Kristinehamn, var en svensk konstnär. Hon var gift med rektorn Carl Axel Holmström.
Almlöf-Holmström var dotter till Erik Almlöf och Vera Löwendahl. Hon studerade konst för Staffan Hallström på Gerlesborgsskolan. Vid sidan av sitt bildskapande har hon arbetat som lärare vid olika konstkurser. Som illustratör har hon illustrerat Elsa Lindskogs bok Pilgrimsleden vid Klarälven.
Bland hennes offentliga utsmyckningar finns På väg på vägg som är en fasadutsmyckning i bostadsområdet Hemvägen, Våxnäs.
Hon är representerad på Värmlands museum, och vid Statens konstråd.